# Riserva regionale San Giuliano
La riserva regionale San Giuliano è un'area naturale protetta situata nei comuni di Matera, Miglionico e Grottole. La riserva occupa una superficie di 1000 ettari ed è stata istituita con legge regionale n. 39 del 2000.

## Storia

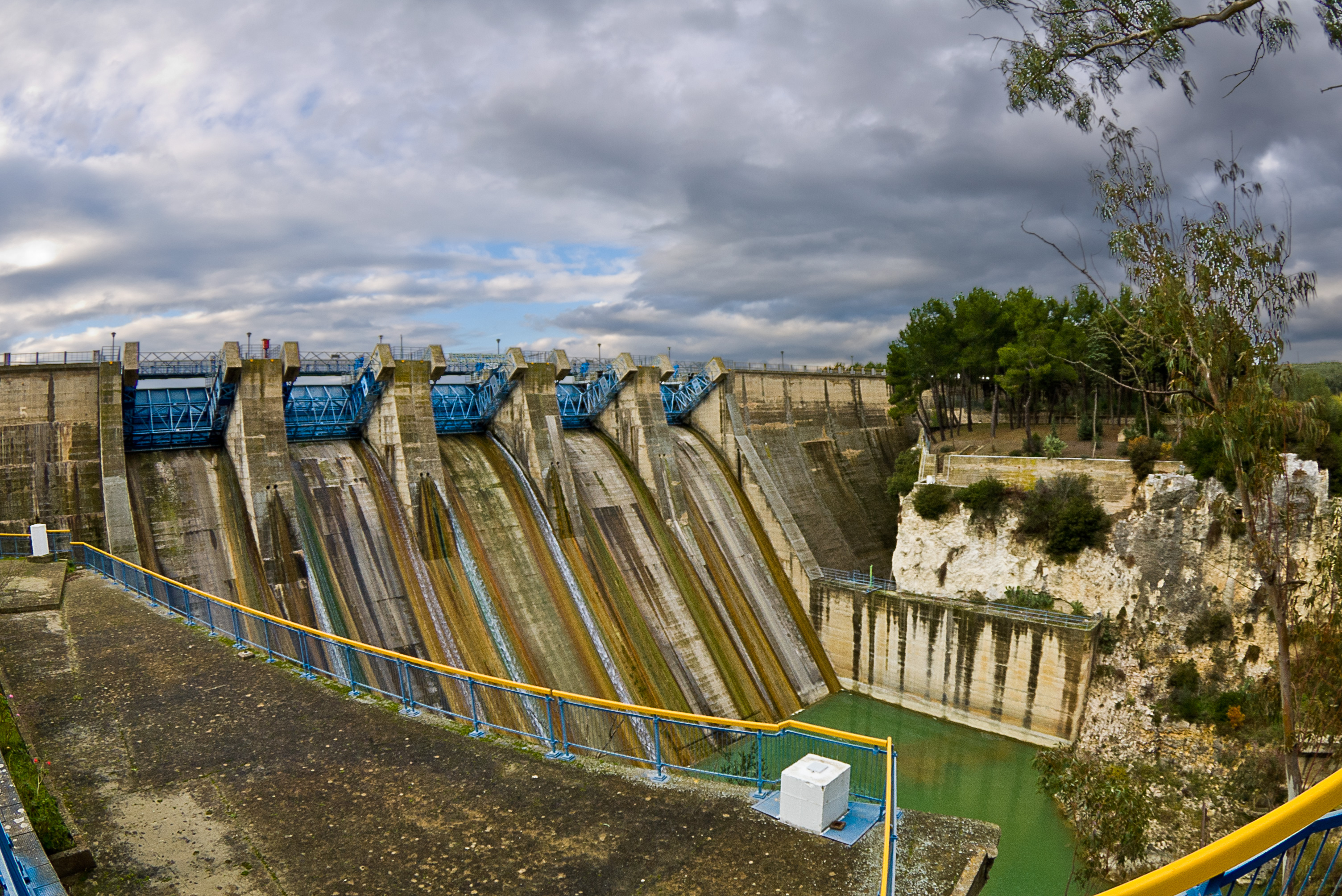
Lo sbarramento sul fiume Bradano

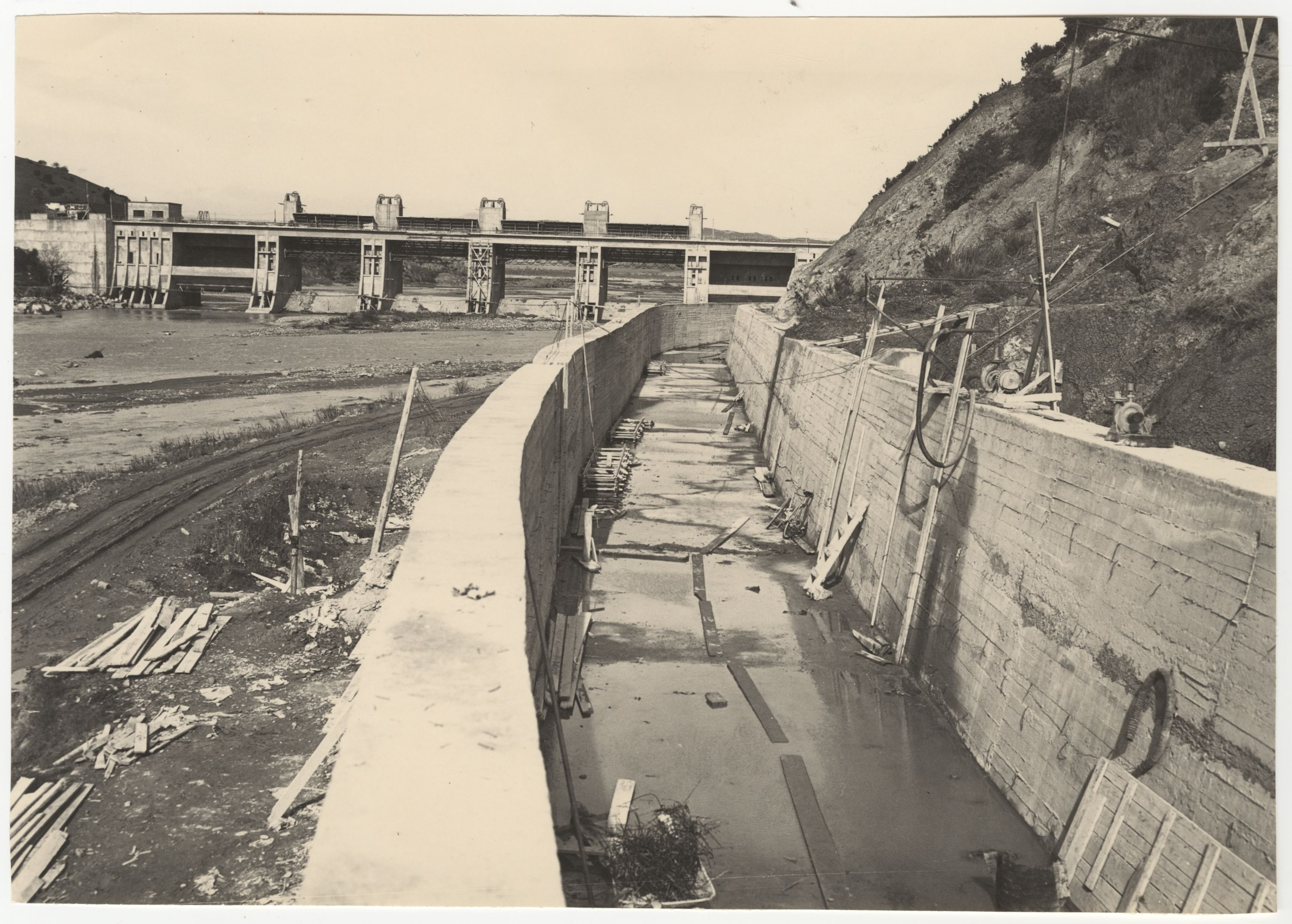
La costruzione della diga di San Giuliano nel 1955 (Archivio storico del Touring Club Italiano)

La storia della Riserva Naturale Orientata Oasi San Giuliano è legata alla nascita dell'omonimo invaso artificiale creato per scopi irrigui dallo sbarramento del fiume Bradano negli anni tra il 1950 ed il 1957 grazie al programma economico di aiuti del piano Marshall. La presenza del lago ha attirato sin dal principio numerose specie di uccelli acquatici, rendendo necessarie iniziative volte alla tutela dell'area. Così nel 1976 il lago di San Giuliano è diventato Oasi di protezione della fauna, e nell'anno successivo è stato apposto il vincolo paesaggistico.
Nel 1989 il WWF Italia ha ottenuto, tramite convenzione con il Consorzio di Bonifica di Bradano e Metaponto, concessionario dell'area, la gestione naturalistica, istituendo un'oasi. Dal 1991 il tratto della gravina del Bradano che si trova a valle dell'invaso è entrato a far parte del Parco della Murgia Materana e quindi del Patrimonio mondiale dell'umanità UNESCO.
Inoltre la regione Basilicata, al fine di rafforzare le azioni di tutela, ha istituito nel 2000 una Riserva naturale orientata affidandola in gestione alla Provincia di Matera. È stata dichiarata dal Ministero dell'Ambiente area SIC (Sito di interesse comunitario) ed area ZPS (Zona di protezione speciale); infine nel maggio 2003 è stata inserita con decreto ministeriale nell'elenco delle zone umide italiane previste dalla Convenzione di Ramsar per la conservazione delle aree di interesse internazionale per la fauna acquatica.

### Ritrovamento di una balena fossile
Nell'agosto 2006 è stato rinvenuto, sulle sponde del lago, parte dello scheletro fossile di una balena risalente al pleistocene e originariamente lunga circa 27 metri . Dopo lo scavo, completato nel 2011, i resti dell’animale sono stati consolidati, frazionati in blocchi, protetti con camicie di gesso e collocati all’interno di casse lignee costruite su misura e protette da un imballaggio di argilla espansa e schiuma di poliuretano, per essere trasportate presso la sede materana dell’allora Soprintendenza per i Beni Artistici e Storici della Basilicata, dove sono rimaste fino al 2013, quando sono state trasferite presso il Museo Archeologico nazionale “Domenico Ridola” di Matera. Nel novembre 2022 è stato avviato un cantiere di consolidamento e restauro del fossile, finalizzato alla sua musealizzazione. 
I primi interventi hanno riguardato l’omero dell’arto destro, la bulla timpanica e alcuni reperti riconducibili alla fauna e alle piante acquatiche dell’ecosistema in cui la balena è stata ritrovata. Questi resti fossili sono esposti, da dicembre 2022, in un percorso espositivo multimediale dedicato dal titolo “Giuliana degli Abissi” allestito presso il Museo Ridola. 

## Territorio

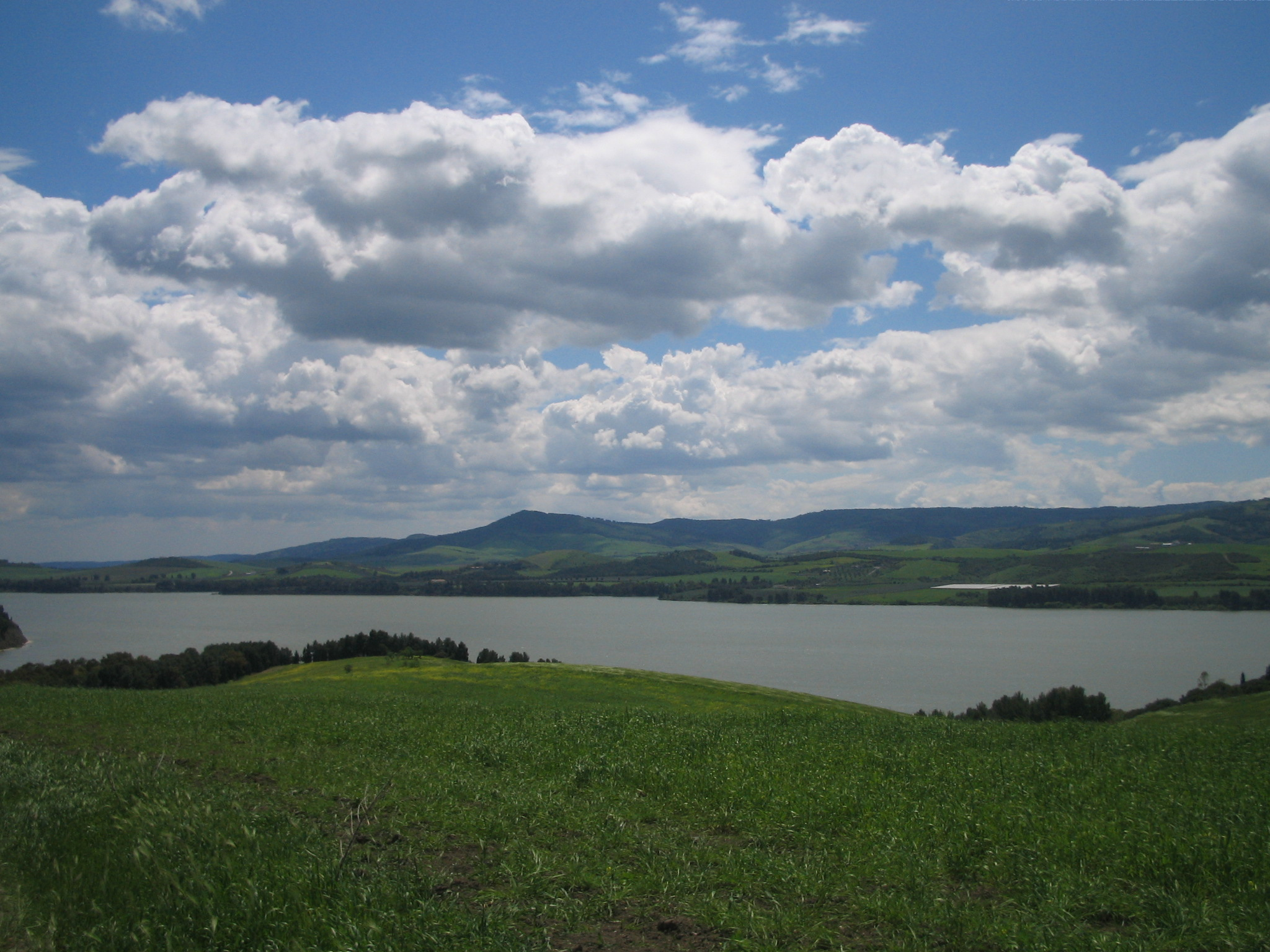
Panoramica del lago.

Il territorio della riserva comprende il lago vero e proprio, che si estende per 9.3 km² ed ha una capacità di circa 100 milioni di metri cubi di acqua, e i tratti fluviali a monte e a valle del lago artificiale. La diga omonima, che ha un'altezza di 38,3 metri, è ad una quota di massimo invaso di 101,6 m s.l.m..
Il lago è ricco di insenature, è circondato da una fascia di rimboschimento, e la sponda sinistra, sul versante di Matera, è più pianeggiante e digrada più leggermente verso il lago, mentre la sponda destra, sul versante di Miglionico e Grottole, è più ondulata e digrada più ripidamente sul lago. Il tratto di fiume a monte del lago ha caratteristiche tipiche dell'ecosistema fluviale, mentre a valle dello sbarramento il fiume scorre in una gravina profonda a tratti anche 50 metri.

## Flora

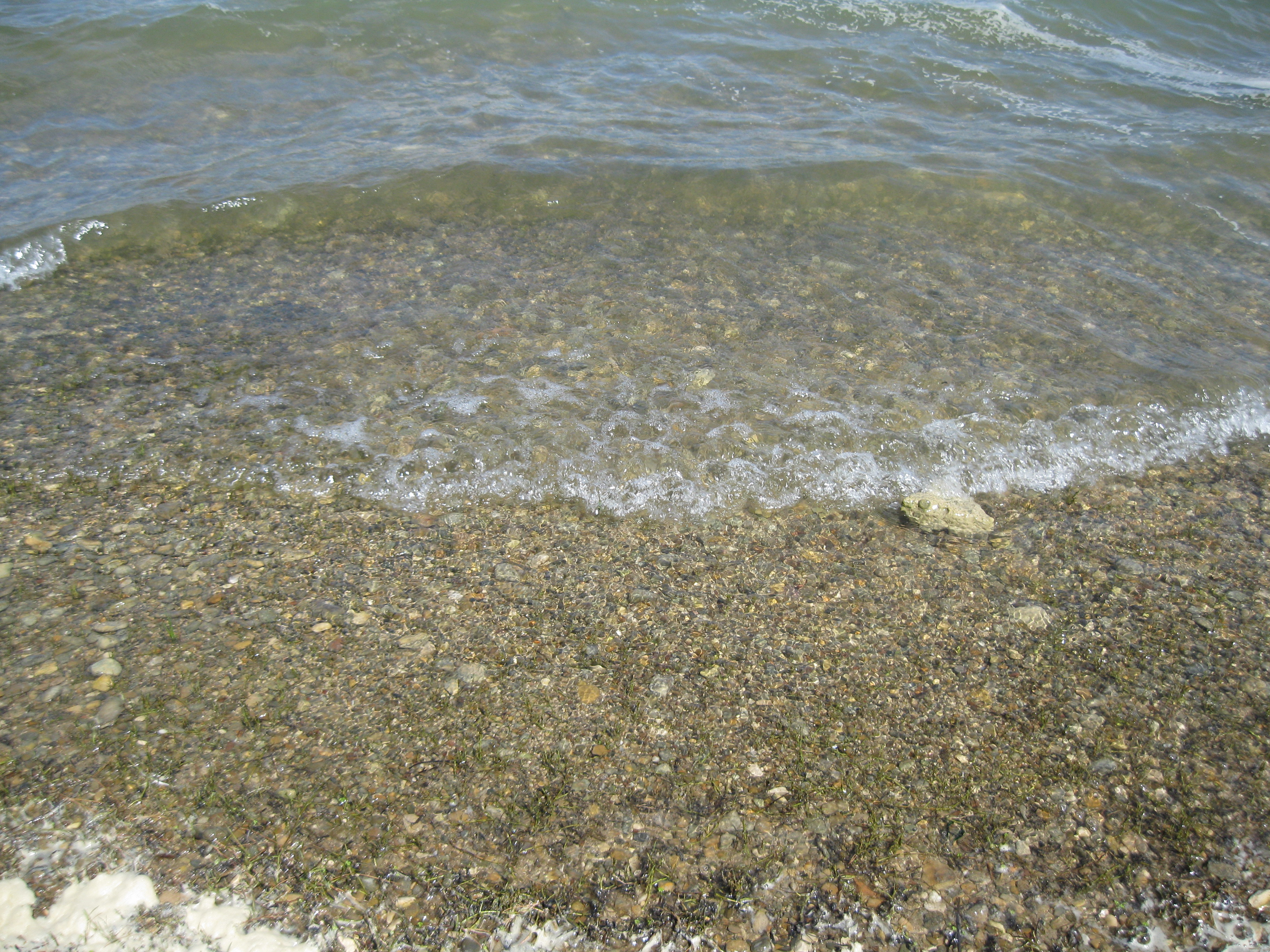
La composizione del terreno e dell'acqua del lago.

Nel tratto fluviale a monte dell'invaso la vegetazione tipica è quella igrofila, con pioppi, salici e tamerici; tale tipo di vegetazione è presente anche nel tratto a valle dello sbarramento sul fondo della gravina. Alla sommità delle pareti rocciose della gravina, invece, la vegetazione tipica è quella xerofila. Intorno al lago la fascia di rimboschimento è costituita prevalentemente da pino d'Aleppo, cipresso ed eucalipto, mentre tra il rimboschimento ed il lago emergono, a seconda dei livelli di acqua presenti nell'invaso, vasti prati periodicamente sommersi.

## Fauna

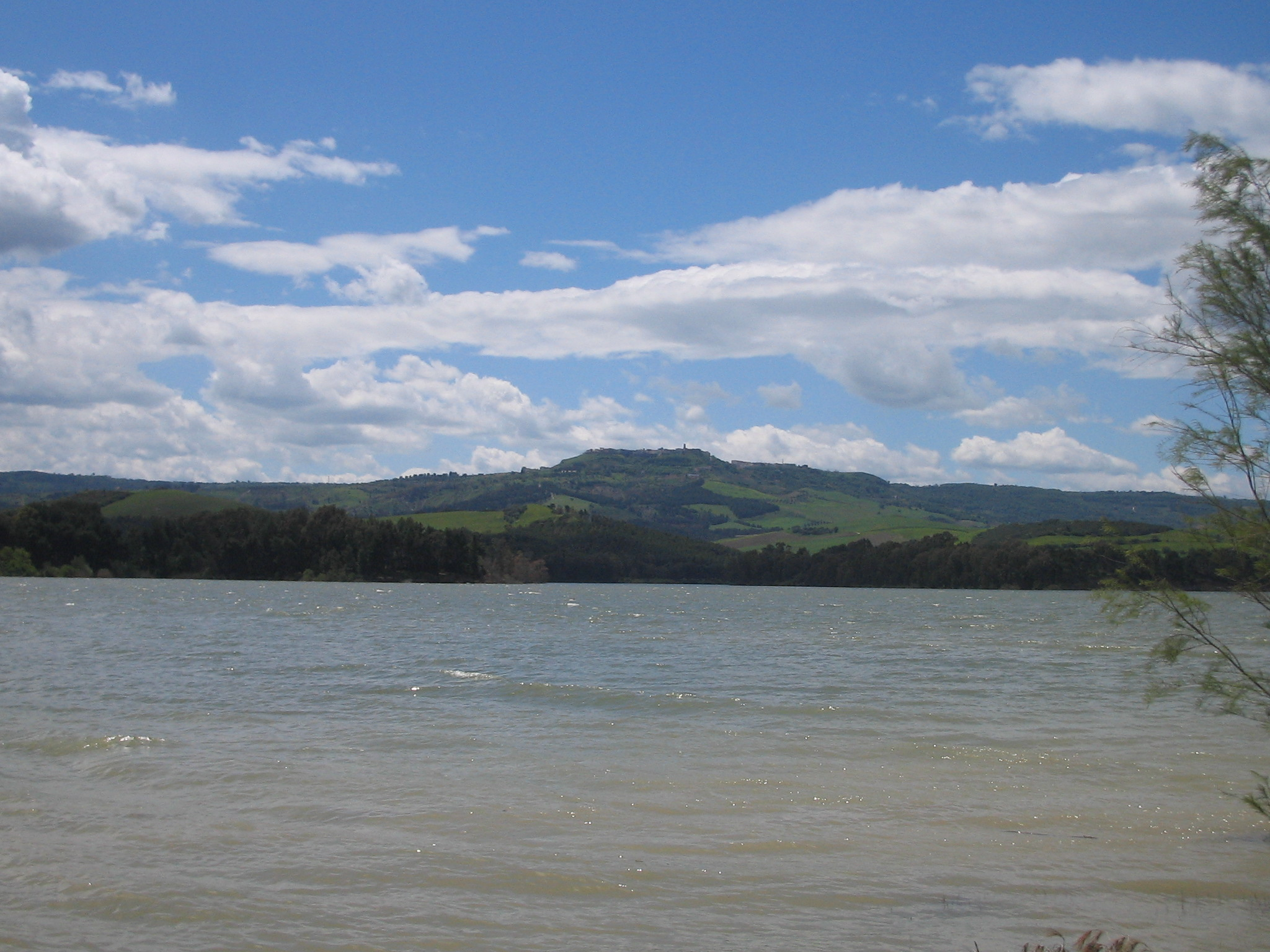
Il lago e sullo sfondo Miglionico.

Grande importanza ha all'interno della riserva la presenza dell'avifauna soprattutto durante lo svernamento e le migrazioni. Si contano infatti circa 180 specie di uccelli, molte delle quali sono classificate come specie rare. Tra le specie acquatiche vi sono aironi cinerini, garzette, svassi, folaghe. In inverno compaiono l'airone bianco maggiore, il cormorano, il moriglione, il fischione, la volpoca, l'oca selvatica e la rara moretta tabaccata.
Tra i rapaci sono comuni il nibbio reale, il nibbio bruno, la poiana, qualche esemplare di falco pescatore e tra le pareti della gravina qualche capovaccaio.
Tra i passeriformi è da citare il pendolino, simbolo dell'oasi del WWF.
Infine tra i mammiferi sono presenti l'istrice, il tasso, il gatto selvatico e la faina, oltre a qualche esemplare di lontra.
Nel corso degli anni sono avvenuti anche eventi ornitologici ritenuti eccezionali come ad esempio la presenza nell'autunno del 1989 della casarca (Tadorna ferruginea), raro esemplare di anatra, o lo svernamento completo, da novembre a marzo del 1994, di un adulto di pellicano (Pelecanus onocrotalus). A metà dicembre del 1995 sono stati inoltre osservati per alcuni giorni 12 eleganti cigni reali (Cygnus olor) in sosta nell'Oasi. Nel dicembre 2010 un esemplare della rarissima albanella pallida (Circus macrourus) trovato ferito nei pressi del territorio di San Giuliano è stato affidato al Centro Recupero Animali Selvatici della Riserva.
Il lago artificiale è stato interessato negli anni passati anche a ripopolamento, ovvero immissioni, di carpe, tinche, carassi, persico trota, persico sole, pesce gatto e triotti.

## Accessi
Si accede all'oasi dalla Contrada Diga di San Giuliano.